# Martin Egger (Politiker)
Martin Egger (* 29. Oktober 1964) ist ein Schweizer Politiker (GLP). Er ist seit dem 1. Juni 2014 Mitglied des Grossen Rats des Kantons Bern, wo er die GLP-Fraktion in der Geschäftsprüfungskommission (2015–2022) vertrat sowie seit 2023 in der Sicherheitskommission vertritt.
Egger wohnt in Frutigen und arbeitet bei der Post.